# Cinta magnética de almacenamiento de datos

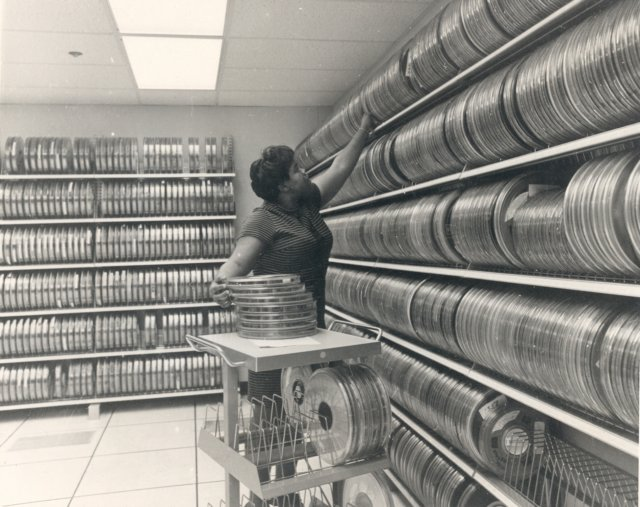
Biblioteca de cintas magnéticas

Las cintas magnéticas de almacenamiento de datos han sido usadas para el almacenamiento de datos durante los últimos 50 años. En este tiempo se han hecho varios avances en la composición de la cinta, la envoltura, y la densidad de los datos. La principal diferencia entre el almacenamiento en cintas y en discos es que la cinta es un medio de acceso secuencial, mientras que el disco es un medio de acceso aleatorio. Se empezaron a utilizar en las décadas de 1980 y 1990.
Hay dos características clave para clasificar las tecnologías de cintas magnéticas. La primera es la anchura de la cinta. La anchura más común de una cinta de alta capacidad ha sido como máximo media pulgada. Existen muchos otros tamaños y la mayoría han sido desarrollados para tener menor encapsulado o mayor capacidad. 
La segunda clasificación es según el método de grabación. Más específicamente, la diferencia radica en si los datos son escritos linealmente o por escaneo 'helical'. El método lineal ordena en pistas paralelas a la longitud de la cinta. El escaneo 'helical' escribe pequeñas pistas curvada desde un borde de la cinta hasta el otro. Originalmente, la grabación lineal significaba ocupar completamente la anchura de la cinta y escribiendo o leyendo todas las pistas a la vez. Una variación de esta tecnología, es la llamada grabación lineal 'serpentine' que solo graba una fracción de las pistas en la cinta a la vez. Después de realizar una pasada completa, la cabeza se desplaza ligeramente y hace otra pasada en la dirección contraria. Este procedimiento es repetido hasta que todas las pistas han sido leídas o escritas. Usando este método, la cinta puede tener más pistas que las usadas con el método linear normal. En contraste a esto, el método de escaneo 'helical' solo necesita una pasada para leer o escribir toda la cinta.

## Bobinas abiertas (Open reels)

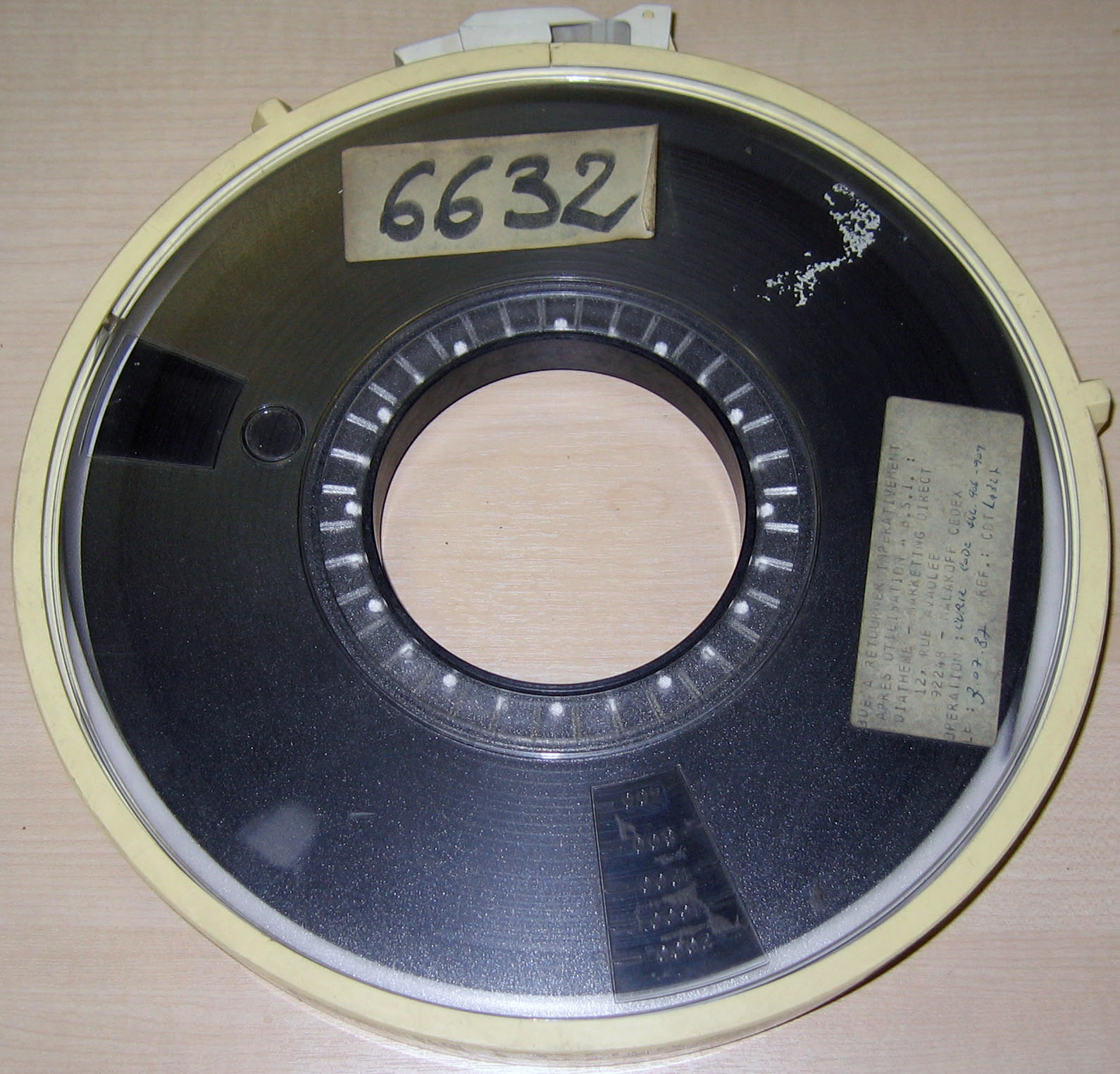
Bobina de 10.5 pulgadas con 9 pistas.

Inicialmente, las cintas magnéticas para almacenamiento estaban enrolladas en grandes bobinas (26,7 cm). Este fue el estándar en los grandes computadores de finales de los 80. Las cintas en cartucho y los casetes estuvieron disponibles tanto a principio como a mediados de los 70 y fueron frecuentemente usados con pequeños sistemas. Con la introducción de los cartuchos IBM 3480 en 1984, los grandes sistemas computacionales empezaron a alejarse de las bobinas abiertas sustituyéndolas por cartuchos.

### UNIVAC
La cinta magnética fue el medio usado para la primera grabación de un ordenador en 1951 en el Eckert-Mauchly UNIVAC I (el primer ordenador personal). La unidad de cinta (dispositivo de grabación) fue una delgada cinta de metal de media pulgada (12,7mm) de ancho, consistente en una aleación de bronce y fósforo con níquel-plata (llamado Vicalloy). La densidad de grabación era de 128 caracteres por pulgada (0.0198mm/carácter) en 8 pistas a una velocidad lineal de 100 pulgadas por segundo (2,54 m/s), dando un rendimiento de 12.800 caracteres por segundo. De las ocho pistas, seis eran datos, una se usaba para los bits de paridad, y la otra era el reloj, o la pista de tiempo. Dejando espacios en blanco entre los bloques de la cinta, la tasa da transferencia estaba alrededor de 7.200 caracteres por segundo.

### Formatos de IBM

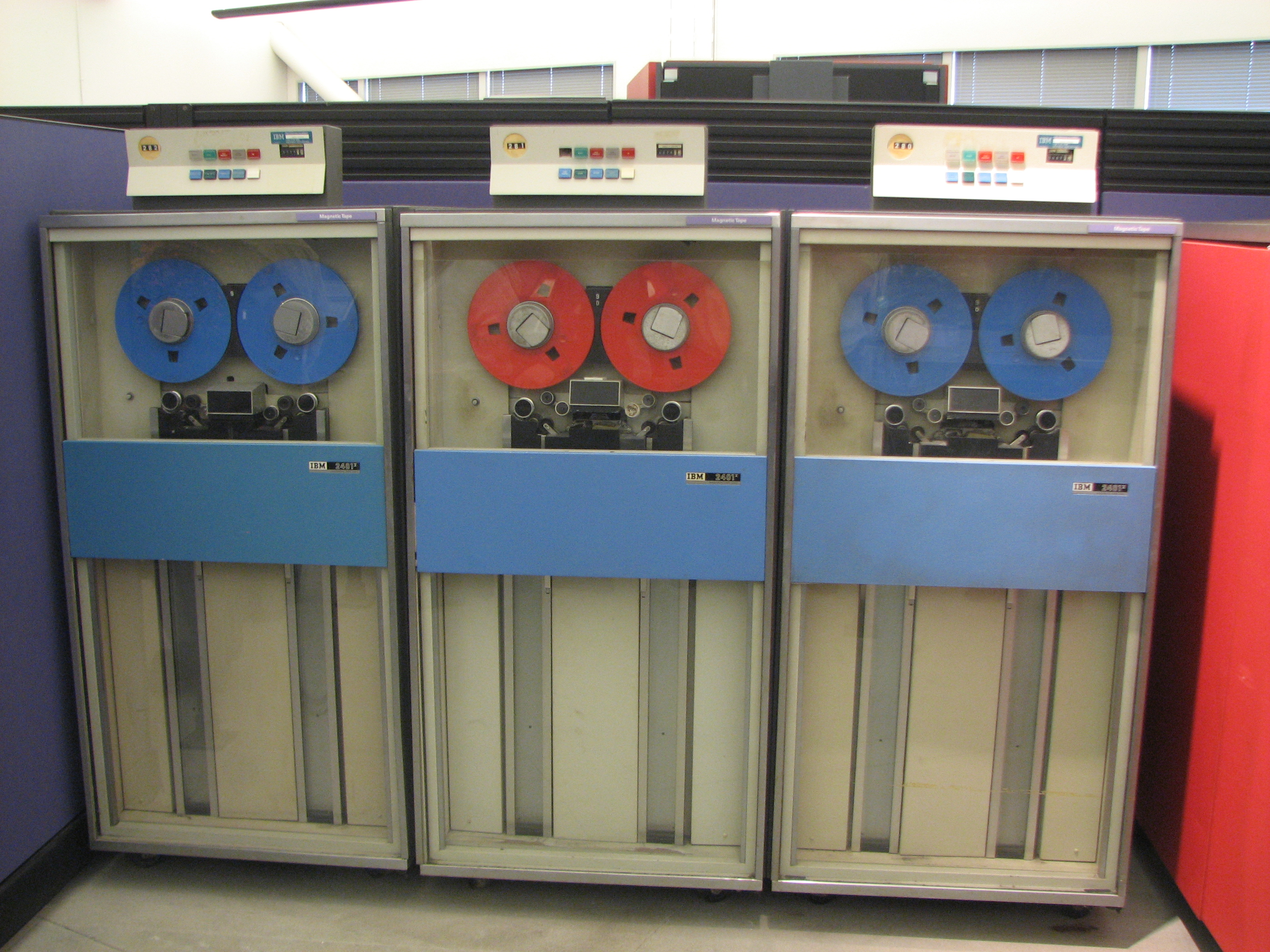
Lectores de cinta IBM System

Los ordenadores IBM de los 50 usaban la cinta IBM de 7 pistas, la cual estaba cubierta de óxido férrico, similar a la usada en la grabación de audio. La tecnología de IBM pronto se convirtió en el estándar de la industria. Las dimensiones de una cinta magnética eran 12,7 mm de ancho y enrolladas sobre carretes intercambiables de 26,7 cm de diámetro. Diferentes longitudes de cinta estaban disponibles con 365 m y 730 m, y con 0,38 mm grosor fueron algo estándar. Después, en los 80 cintas más largas, de 1095 m estuvieron disponibles, pero solo con un muy delgado plástico Mylar. La mayoría de los lectores podían soportar carretes de un tamaño máximo de 26,7 cm.
Pronto los lectores de IBM fueron sofisticados dispositivos mecánicos que usaban columnas de vacío como una reserva de cinta, en largos bucles en forma de U. Entre el control activo de los potentes motores y el control del vacío de estos bucles, podían lograrse arranques y paradas de la cinta extremadamente rápidos en la interfaz cabezal-cinta (1,5 ms desde la cinta detenida hasta la máxima velocidad, 286 cm/s). Cuando estaba activo, los dos carretes de la cinta que recogían o suministraban la cinta a las columnas de vacío, giraban intermitentemente a gran velocidad, en forma de desincronizada, dando la sensación de una acción golpeante. Imágenes de estas columnas de vacío con sus dispositivos de cintas funcionando fueron ampliamente empleadas para representar «ordenadores» en cine y televisión.
Pronto la cinta de 12,7 mm tuvo 7 pistas de datos paralelas a su longitud, permitiendo que caracteres de seis bits más la paridad fuesen escritos a lo largo de la misma. Ésta fue conocida como la cinta de 7 pistas. Con la introducción del sistema IBM 360, las cintas de 9 pistas fueron comúnmente usadas para soportar caracteres de 8 bits o de un byte. Las cintas de 7 pistas usaban un espacio entre registros de 19 mm. Las cintas de 9 pistas usaban un espacio entre registros de 15 mm entre para permitir que la cinta parase. Las cintas 6250 Group Coder Recording usaban un muy estrecho hueco intermedio de 7,6 mm. Ambas cintas, las de 7 pistas y las 9, tenían una tira de aluminio reflectante colocadas cerca del final y el principio de la cinta para señalar el comienzo y el fin de la cinta al hardware. La densidad efectiva de grabación aumentó a través del tiempo. Las densidades comunes en las cintas de 7 pistas comenzaron en 200, luego 556 y finalmente 800 caracteres por pulgada. La cinta de 9 pistas tenía densidades de 800, 1600, y 6250 caracteres por pulgada. Desde entonces, multitud de formatos de cinta han sido usados.

### Formato DEC
'LINCtape', y su derivado 'DECtape', fueron variaciones de esta "cinta redonda". Eran esencialmente medios de almacenamientos personales. La cinta tenía una anchura de ¾ y ponía en relieve un formato fijo de pista, a diferencia de la cinta estándar, haciendo factible leer y escribir bloques repetidamente en una posición. LINCtapes y DECtapes tenían una capacidad y una tasa de transmisión de datos similar al disquete que las desplazó, pero sus tiempos de búsqueda eran del orden de 30 segundos a un minuto.

## Cartuchos y Casetes

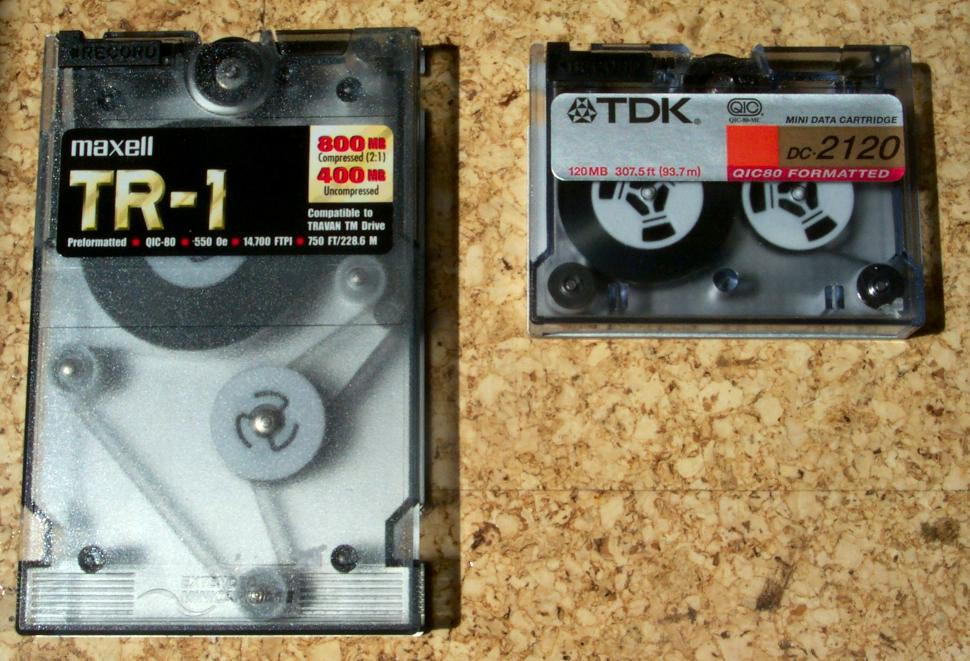
Cartuchos de un cuarto de pulgada.

En el contexto de la cinta magnética, el término casete normalmente hace referencia al recubrimiento que contiene las dos bobinas que contienen una única cinta magnética. El término cartucho es más genérico, pero típicamente significa una sola bobina de cinta en una envoltura plástica. Una unidad de cinta que use cartuchos de una sola bobina tiene otra bobina en la unidad, mientras que las de casetes tienen la bobina de arrastre en el casete. El tipo de empaquetado determina en gran manera los tiempos de carga y descarga así como la longitud de cinta que puede contener.
Una unidad de cinta (o pletina) usa un motor de control preciso para rebobinar la cinta de una bobina a la otra, pasando ésta por una cabeza de lectura/escritura cuando lo hace. En los 80 los casetes de audio compactos fueron usados con los ordenadores personales de esta época, y la cinta de audio digital se usó para copias de seguridad de las estaciones de trabajo. La mayoría de los modernos sistemas de cintas usan bobinas que están fijas dentro del cartucho para proteger la cinta y facilitar su manejo. Los formatos de cartuchos modernos incluyen DAT/DDS, DLT y LTO.

## Características técnicas

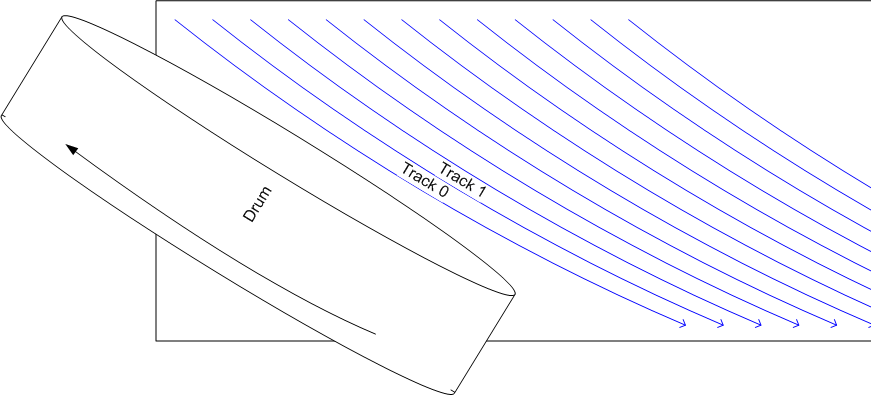
Diagrama ejemplificador

### Distribución de los bloques
En un formato típico, los datos son escritos a la cinta en bloques con huecos entre ellos, y cada bloque es escrito en una sola operación con la cinta funcionando durante la escritura. Sin embargo, la tasa a la cual los datos son leídos o escritos a la unidad de cinta no es determinante, una unidad de cinta normalmente tiene que lidiar con las diferentes tasas de entrada y salida y con la tasa a la cual los datos son demandados por el anfitrión.
Varios métodos han sido usados por separado y combinados para poder solventar esta diferencia. Un gran buffer de memorias puede ser usado para poner los datos en una cola. La unidad de cinta puede ser detenida, cambiada de sentido y rearrancada. El anfitrión puede ayudar en este proceso eligiendo tamaños de bloque adecuados y enviándolos a la unidad de cinta. Hay complejas dependencias entre los tamaños de bloque, el tamaño del búffer de datos de la pletina de grabación/reproducción, el porcentaje de cinta perdida en huecos intermedios, y el rendimiento de lecturas/escrituras.

### Tiempo de acceso
La cinta tiene una gran latencia entre accesos aleatorios porque debe rebobinar de media un tercio de la longitud para acceder a un bloque de datos arbitrario. La mayoría de los sistemas de cintas intentan aliviar estas largas latencias, ya sea usando indexado (donde se mantiene una tabla de búsqueda aparte, teniendo en cuentas las direcciones físicas en la cinta de un número de bloque) bien sea marcando los bloques con una marca detectable durante el rebobinado de la cinta.

### Compresión de los datos
La mayoría de las unidades de cinta incluyen algún tipo de algoritmo de compresión de datos: LZ (la mayoría), IDRC (Exabyte), ALDC (IBM, QIC) y DLZ1 (DLT), pero no son los más efectivos conocidos a fecha de hoy, y se pueden obtener mejores resultados deshabilitando la compresión incorporada en la unidad y usando un software en su lugar. La compresión por software permite cifrar los datos después de la compresión (aunque una vez que los datos han sido cifrados, los algoritmos de compresión dejan de ser efectivos.) Sin embargo, la compresión por software puede dar lugar a una alta carga del procesador. Las unidades futuras probablemente incluyan cifrado por hardware después de la compresión.

## Viabilidad
Las cintas se mantienen como una alternativa a los discos debido a su alta densidad de bit y su bajo coste por bit. Las cintas han ofrecido históricamente ventajas en esas dos áreas sobre los discos duros en la temática de ser un producto viable para copias de seguridad. El rápido desarrollo en la densidad y el precio de los discos rígidos, choca con la poca innovación en el almacenamiento en cintas, habiendo reducido el mercado de las cintas de almacenamiento.

### ISO Standard lists
- ISC 35.220.22 Magnetic Tapes
- ISC 35.220.23 Cassettes and cartridges for magnetic tapes

 Solo son recomendaciones, no el estándar actual.
- Datos: Q3502645